# Vitomir Gros
Vitomir Gros, slovenski politik, poslanec in poslovnež, * 6. april 1942, Skrad (Hrvaška)
Med procesom osamosvajanja je bil izredno aktiven politik in poslanec Liberalne stranke.
Po volitvah leta 1992, ko Liberalna stranka (LS) ni prišla v parlament, je postal župan Kranja in se leta 1996 znašel na naslovnicah časopisov, ko je zaradi spora z državo zaprl vrata kranjske upravne enote. Po preteku mandata se je umaknil iz javnosti.
Diplomirani inženir strojništva sicer danes (2008) vodi podjetje Gros, je dejaven v Rotary Clubu Kranj, kjer je bil predsednik in podpredsednik, je tudi predsednik Liberalne stranke.
Med letoma 1993 in 2000 je bil solastnik kranjske HKS (hranilno-kreditne službe), ki je bila znana po velikih dolgovih varčevalcem.
V javnosti je postal posebej znan leta 1992, ko je v parlament prinesel škatlo banan in jih začel deliti poslancem, še posebno pa Marku Voljču, ki je bil eden izmed možnih naslednikov takratnega premierja Lojzeta Peterleta. S tem je hotel povedati, da so banane edina stvar, na katero se Voljč spozna, saj je bil pred tem sodelavec Svetovne banke, ki se je ukvarjal s srednjo in južno Ameriko.